# William Clayton Anderson
William Clayton Anderson, född 26 december 1826 i Lancaster i Kentucky, död 23 december 1861 i Frankfort i Kentucky, var en amerikansk politiker. Han var elektor för Knownothings i presidentvalet 1856 och representerade Opposition Party som ledamot av USA:s representanthus 1859–1861.
Anderson efterträdde 1859 Albert G. Talbott som kongressledamot och efterträddes 1861 av Aaron Harding. Han avled senare samma år och gravsattes på Bellevue Cemetery i Danville i Kentucky. Han var son till politikern Simeon H. Anderson.